# Blackstone Resources
Blackstone Resources AG mit Sitz in Baar ist ein schweizerisches Unternehmen, das sich primär mit Batterietechnologie und dem Batteriemetallmarkt beschäftigt. Das Unternehmen steht seit einiger Zeit von verschiedenen Seiten in der Kritik. Über die Firma wurde am 13. August 2024 der Konkurs eröffnet.

## Geschichte
Das Unternehmen wurde 1995 unter anderem Namen und mit einem anderen Unternehmenszweck gegründet, entwickelte zuerst vor allem eigene Batteriesysteme, engagierte sich aber auch immer mehr im Handel von Metallen für den Bau von Batterien. Seit Juli 2018 ist das Unternehmen an der SIX Swiss Exchange kotiert. Im Dezember 2021 wurde der Produktionsstart 3D-gedruckter Lithium-Batterien im Rahmen einer grossen Online-Pressekonferenz am Standort in Döbeln live vorgestellt. Im Juli 2022 stellte die SIX den Antrag auf Dekotierung. Im Vorfeld erhob die SIX Vorwürfe der Marktmanipulation und der Verletzung der Offenlegungspflicht. Blackstone Resources war kurzzeitig sogar vom Handel suspendiert worden. Blackstone Resources stellte ebenfalls einen Antrag auf Dekotierung, auf den aber nicht eingegangen wurde. Die zuständige Behörde der Börse verfügte eine Dekotierung auf den 13. Oktober 2022. Das Unternehmen kündigte einen Börsenwechsel an. Stand Juli 2023 ist dieser Wechsel an eine andere Börse nicht erfolgt.
Im August 2024 beantragte die ehemalige Revisionsstelle die Eröffnung des Konkurses in der Schweiz. Das zuständige Kantonsgericht Zug hiess das Begehren gut. Der Entscheid ist mittlerweile rechtskräftig. Ulrich Ernst bot den Aktionären einen Aktienumtausch für eine Solarfirma, die erst im Juli 2024 gegründet worden war. Dafür sollten die Anleger einen «Sonderpreis» von 28.80 Franken bezahlen.

## Unternehmen
Blackstone Resources investiert laut eigenen Angaben unter anderem weltweit in Bergbauunternehmen und Raffinerien, entwickelt aber auch eigene Technologien, wie Batterien, die durch einen 3D-Drucker produziert werden können. Dass Blackstone jemals mit Rohstoffen gehandelt hat, ist mittlerweile umstritten. Über eine Tochterfirma, die Blackstone Technology, unterhält das Unternehmen einen Standort im sächsischen Döbeln in Deutschland. Dort wurde im Jahr 2021 die behördliche Betriebserlaubnis zur Aufnahme der Produktion 3D-gedruckter Li-Ionen Batteriezellen erteilt. Die Produktion begann nach Aussage des Unternehmens im Dezember 2021.
Am 5. Juli 2023 wurde nach Recherchen des MDR ein Insolvenzverfahren für Blackstone Technology Döbeln eingeleitet. Im Dezember 2023 gab der Insolvenzverwalter bekannt die Maschinen und Anlagen "bestmöglich zu verwerten", nachdem ein Komplettverkauf der Firma gescheitert war.

## Geschäftsbereiche
Im Unternehmen können drei Geschäftsbereiche unterschieden werden.

### Batterietechnologie
Die Entwicklung und Produktion neuer Batterien und Batterietechnologien sowie die Erforschung und Anwendung von Recycling-Verfahren etwa zur Herstellung von Lithium-Eisen-Phosphat-Kathodenmaterialien oder von LFP Batteriezellen. Im Juni 2023 meldete die Firma Insolvenz an. Die Staatsanwaltschaft Chemnitz ermittelt wegen des Verdachts auf Subventionsbetrug.

### Batteriemetalle
Gewinnung und Abbau von Batteriemetallen wie Lithium-Carbonat, Kobalt, Molybdän, Mangan, Eisenerz und Kupfer. Das Unternehmen unterhält nach eigenen Angaben Abbaugebiete in Kolumbien, Norwegen, Chile, Kanada und der Mongolei.

### Edelmetalle
Umfasst nach eigenen Angaben Abbau von Gold, Mangan, Kobalt und Silber in Abbaugebieten und Raffinerien in Peru.

## Auszeichnungen
- 2018 wurde Blackstone eine Auszeichnung des schweizerischen Print- und Online-Journals "Capital Finance International" (CFI.co) für seinen erfolgreichen Börsengang im Jahr 2018 verliehen.[22]
- Im Februar 2022 wurde Blackstone mit seiner 3D-Drucktechnik für Batteriezellen mit dem Green Product Public Award 2022 der Green Future Club gUG ausgezeichnet und vom Publikum in die Top 10 gewählt.[23]
- Im Mai 2022 hat Blackstone den German Innovation Award 2022 der Rat für Formgebung Medien GmbH gewonnen.[24]

## Staatliche Förderungen
Am 29. März 2022 hat das Bundesministerium für Wirtschaft und Klimaschutz bekannt gegeben, ein Konsortium um die Blackstone Technology GmbH (100-prozentige Tochtergesellschaft der Blackstone Resources AG) mit der ersten Forschungsförderungsmaßnahme zum Batterie-Ökosystem zu unterstützen. Der Bescheid umfasst eine Zuwendung von insgesamt 24,1 Millionen Euro und soll der Entwicklung serienreifer, 3D-gedruckter Festkörperbatterien auf Natrium-Basis dienen.

## Soziales und ökologisches Engagement
Seit 2022 ist Blackstone Mitglied des schweizerischen Klimaschutz-Verbandes Swiss Cleantech. Der Verband setzt sich für Nachhaltigkeit und eine CO₂-neutrale Wirtschaft ein.

## Kritik
Das beschleunigte Verfahren zur Kotierung des Unternehmens wurde 2018 vom Wirtschaftsjournalisten Lukas Hässig kritisiert. Hässig kritisierte ein Jahr später, dass der Abgang des Finanzchefs von Blackstone Resources nicht transparent kommuniziert wurde. 2022 bemängelte Hässig den seiner Meinung nach laschen Umgang der SIX mit dem Unternehmen.
Die Zeitschrift K-Geld kritisierte 2019 den Gründer Ulrich Ernst für vorherige Firmengründungen, mit denen er für Probleme bei Privatinverstoren sorgte.
Experten bezweifeln die prognostizierten Kosteneinsparungen beim 3D-Druck von Batterien.
Die SIX Exchange Regulation AG (SER) hat im Februar 2022 wegen Bilanzunregelmässigkeiten Sanktionen gegen die Blackstone Resources beantragt. Zudem hat die Eidgenössische Finanzmarktaufsicht festgestellt, dass die Blackstone Resources ihren Aktienkurs manipuliert sowie gegen Offenlegungsvorschriften verstossen haben soll. Die Namenaktien der Blackstone Resources AG wurden per 13. Oktober 2022 von der SIX Swiss Exchange AG dekotiert. Eine Busse von CHF 250'000 der Börsenbehörden ist seit Februar 2024 rechtskräftig; die Sanktionskommission hatte schwere Fehler bezüglich der Bilanzierung von Goodwill, der Konsolidierung einer Tochtergesellschaft sowie der buchhalterischen Behandlung des Verkaufs dieser Tochtergesellschaft festgestellt.
Stand Dezember 2022 lagen gemäss der Luzerner Zeitung mehrere Betreibungen, teilweise im fünfstelligen Bereich gegen die Firma vor. Darunter waren Forderungen der Ausgleichskasse Zug, ehemaligen Revisionsstellen, einem ehemaligen Kadermitarbeiter, sowie eine vermerkte Pfändung der eidgenössischen Steuerverwaltung in der Höhe von 150'000 Franken. Die Löhne des Unternehmens wurden zeitweise nicht pünktlich ausgezahlt.
Die Blackstone Resources wurde zudem dafür kritisiert, mit patentierten Technologien zu werben. Gemäss Medienberichten besitzt die Blackstone Resources aber keine erteilten Patente. Die Firma räumte dies in einer Medienmitteilung ein.
Im Mai 2023 wurde bekannt, dass die Staatsanwaltschaft Chemnitz wegen des Verdachts auf Subventionsbetrug gegen das Unternehmen ermittelt.
Die Zeitschrift K-Geld kritisierte den im Oktober 2024 angebotenen Aktienumtausch von Blackstone Resources Aktien in Aktien einer erst im Juli 2024 gegründeten Solarfirma zu einem «Sonderpreis» von 28.80 Franken. Das Risiko bei einer neugegründeten Firma sei erheblich, weiter bezeichnete die Zeitschrift das Angebot als «Spiel mit der Hoffnung der Blackstone-Anleger».